# الجراحة في روما القديمة

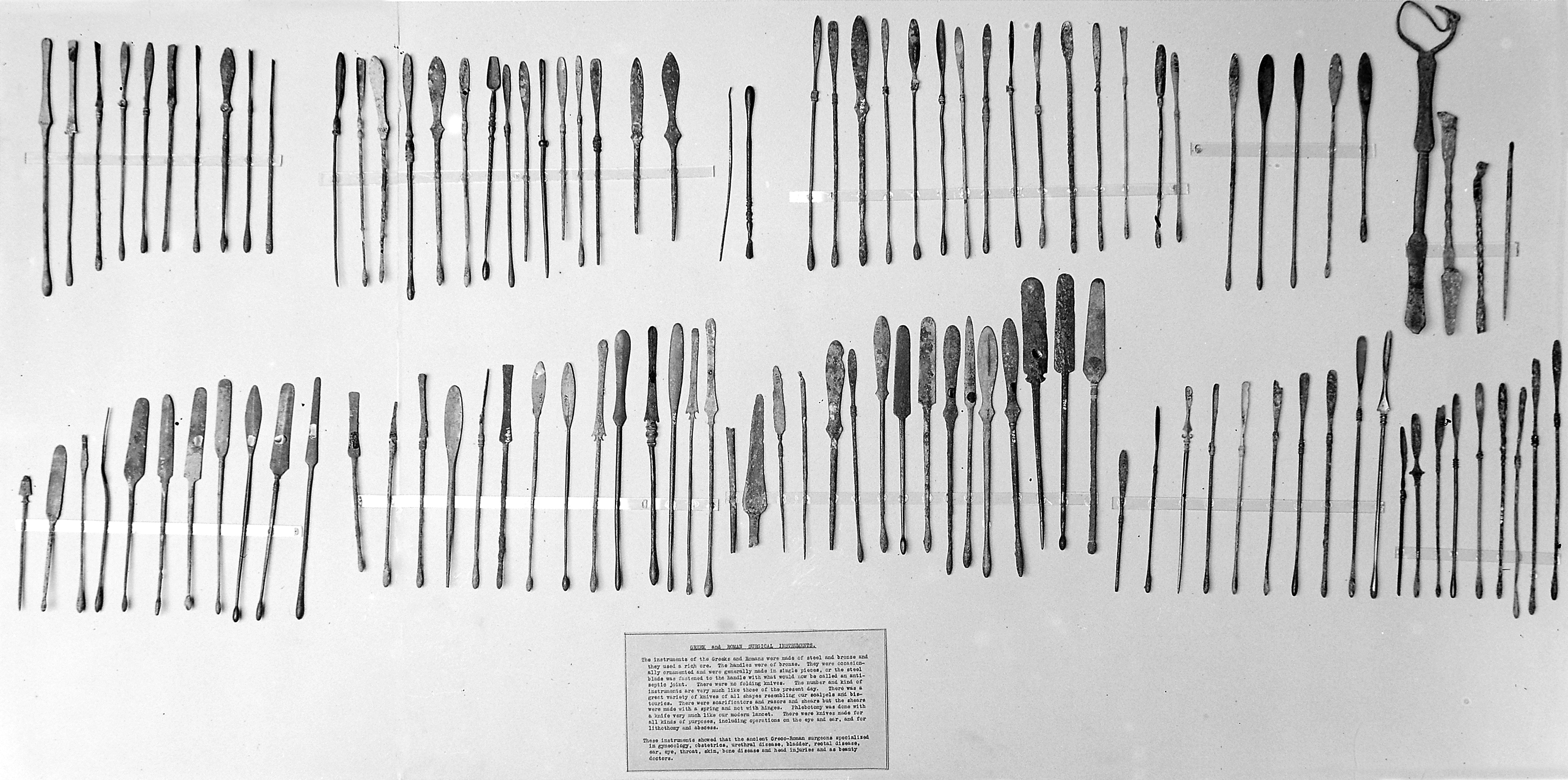
أدوات جراحية من روما القديمة في متحف ويلكم، لندن.

تطورت الممارسات الجراحية الرومانية القديمة عن التقنيات اليونانية. عادةً ما كان الجراحون والأطباء الرومانيون يتعلمون من خلال التلمذة أو الدراسة. وصف الأطباء الرومان القدماء مثل جالينوس وسيلسوس تقنيات الجراحة الرومانية في أدبياتهم الطبية، مثل دي ميديسينا (كتاب الطب لآولوس كورنيليوس سيلسوس). شملت هذه الأساليب جراحة الفم وجراحة التجميل والخيوط الجراحية والرباطات وبتر الأعضاء واستئصال اللوزتين واستئصال الثدي وجراحات الساد واستخراج الحصاة وإصلاح الفتق وإجراءات أمراض النساء وجراحة الأعصاب وغيرها. كانت الجراحة ممارسة نادرة، لأنها كانت خطيرة وغالبًا ما أسفرت عن نتائج مميتة. لتنفيذ هذه الإجراءات، استخدموا أدوات مثل مناظير التجاويف والقساطر والحقن الشرجية ورافعات العظام ومباضع العظام والفصائد والمجسات والمكاحت ومثقاب العظام وملاقط العظام وأوعية الحجامة والسكاكين والمباضع والمقصات والسباثا.

## التاريخ
استوحيت الممارسات الطبية الرومانية، بما في ذلك الجراحة، من الطب اليوناني، مع قدوم العديد من الجراحين الرومان من اليونان. في القرن الثاني الميلادي، عمل جالينوس، وهو طبيب يوناني، على تطوير المعرفة الجراحية الرومانية من خلال الجمع بين الممارسات الطبية اليونانية والرومانية. كان آولوس كورنيليوس سيلسوس موسوعيًا رومانيًا مشهورًا بعمله دي ميديسينا. يصف النص عمليات مثل استئصال اللوزتين وجراحة الساد. بالإضافة إلى هؤلاء الجراحين والأطباء، قدم سورانوس من أفسس تقنيات مثل كرسي الولادة. انجذب الجراحون إلى روما القديمة بسبب إمكانية النجاح وجمع الثروة. تعلم الأطباء من خلال دورات خاصة على يد أطباء آخرين أو أقاربهم في مدينة الإسكندرية، أو من خلال التعلم الذاتي. كان الدجالون مع سوء ممارستهم الطبية شائعين في روما القديمة، حيث كان بإمكان أي فرد، بغض النظر عن خبرته أو مؤهلاته، ممارسة الطب. أدى ذلك إلى عدم ثقة عامة الشعب بالأطباء. غالبًا ما كان الجراحون ذوو المؤهلات العالية يخدمون الطبقات العليا. وفقًا لسيلسوس، الجراح المثالي هو رجل شاب يتمتع بأيد قوية وثابتة ونظرة ثاقبة وروح قوية وشعور حاد بالتعاطف والرحمة. كانت الجراحة نادرة في روما القديمة، وكان من النادر أن يتعافى المريض، وكانت الإجراءات خطيرة. اقتصرت معظم العمليات الجراحية على هروء الجلد أو عمليات البتر.

## التقنيات

### الإجهاض
كانت هناك إجراءات جراحية للإجهاض في روما القديمة، لكنها نادرًا ما كانت مستخدمة، وكانت معظم عمليات الإجهاض تُجرى باستخدام الأعشاب أو غيرها من الأدوية. عندما كانت تُستخدم الجراحة، كانت تشمل استخدام أدوات جراحية لاختراق جسد الأم. عادةً ما كانت تنتهي هذه العملية بموت الأم والجنين. كتب سورانوس من أفسس أن تحريض إفراغ الجهاز الهضمي وحمل الأوزان الثقيلة وحقن زيت الزيتون في المهبل أو الرحم، جميعها إجراءات تستخدم للإجهاض.

### البتر والتشريح
استُخدم البتر لعلاج الغنغرينا. استخدم الجراحون الرومان القدماء أدوات تُعرف باسم «المُشرِّحات غير الحادة» لإظهار «الأوعية». استُخدمت المُشرِّحات غير الحادة في إجراء آخر مخصص لعلاج الصداع والتهاب العين. كانت هذه العملية تبدأ بحلق شعر المريض، ثم توضع عصابة أو كمادة دافئة حول رقبته. بعد ذلك، يُستخدم الحبر لرسم حدود «الأوعية»، ثم يشرع الجراح في استخدام أصابعه لشد الجلد، ويقوم المساعد بإجراء شق. لإنهاء الإجراء، استُخدمت الخطافات والمشرّحات لإظهار «الأوعية». كانت المُشرِّحات غير الحادة عادةً على شكل أوراق الشجر، وذات مقابض سداسية الأضلاع. يوجد نوع آخر من المشرّحات هو المشرّحات المنحنية. استُخدمت لتشريح الشفاه بعد شقها بخطاف. كانت إحدى هذه المشرّحات، المخزنة في المتحف الأثري الوطني في فرنسا، مصنوعة من مقبض مزخرف وتحوي خطاف صغير في أحد طرفيها، وفي طرفها الآخر مشرّح بشكل ورقة شجر.

### الولادة القيصرية
كانت تنتهي أغلب العمليات الجراحية بالوفاة لذلك لم تكن شائعة التطبيق حينها، وتتضمن إجراء شق في بطن ورحم الأم أثناء الولادة القيصرية ليخرج الطفل منها. وكانت شائعة الاستخدام لإخراج الأطفال من بطون أمهاتهم المتوفيات.

### الجراحة التجميلية
تعود أصول جراحة التجميل الحديثة إلى العلم اليوناني الروماني القديم. إذ كان الجراحون الرومانيون قادرين على إصلاح الأذنين والأنف والشفتين ذات العيوب الخلقية. ناقش سيلسوس تقنيات تجميل الأنف في كتابه دي ميديسينا عن طريق التطعيم، وكانت تعالج الحروق باستخدام الخل أو الرماد أو النخالة أو العسل أو باستخدام تطعيم الجلد. 

### خلع الأسنان
يعتبر خلع الأسنان إجراءً جراحيًا يتضمن إزالة الأسنان بطريقة بسيطة أو معقدة عن طريق أدوات جراحية خاصة ولم تكن تمارس هذه المهنة من قبل الأطباء في روما بل من قبل الحلاقين.
يتطلب قلع الأسنان الحذر والدقة في العمل لتجنب الأعراض الجانبية التي قد تنتج عن سوء الاستخدام لأدوات الجراحة وهذا ما أدى إلى قلة ممارسة هذه المهنة من قبل الحلاقين واتجاه المرضى لطلب الاستشارة والعلاج من الأطباء الجراحين لممارستها بشكل أفضل.